# Effektladung
Unter Effektladungen versteht man Ladungen in Feuerwerksraketen sowie bei diversen Effekten (Fontänen, Kreiseln), die beim Abbrennen Farben von sich geben. Dazu werden unterschiedliche Metalle sowie Chemikalien eingesetzt. Häufig zur Farbgebung eingesetzte Stoffe sind:
- Barium-
- Strontium- für rot
- Lithiumnitrat in Verbindung.
- Seltener eingesetzt werden Carbonate, da diese ein geringeres Farbpotential haben.

Zur Verbrennungsförderung und Farbverbesserung werden Chlordonatoren wie Parlon und PVC eingesetzt. Sie spalten Chlorionen ab, welche die Farbabstrahlung intensivieren. Chlorate und Perchlorate (meistens Kaliumperchlorat) dienen ebenfalls der Farbverbesserung und Verbrennungsförderung.
Folgende Metalle kommen in Kombination mit den oben genannten Stoffen häufig zum Einsatz:
- Magnesium (Mg)
- Titan (Ti)
- Eisen (Fe)

Zum Einsatz als Feuerwerkssterne werden die Mischungen noch mit einem Bindemittel wie Dextrin vermengt, angefeuchtet und in Form gebracht. Sie geben dann die bekannten Farbeffekte am Nachthimmel ab.
Effektladungen in Raketen und anderen Feuerwerkskörpern werden schon seit der Zeit des chinesischen Kaiserreiches hergestellt.